# لوئی فان هجه
لوئی فان هجه (هلندی: Louis Van Hege; ۸ مهٔ ۱۸۸۹ – ۲۴ ژوئن ۱۹۷۵) بازیکن فوتبال و همچنین ورزشکار رشتهٔ بابسلد اهل بلژیک بود.
از تیم‌هایی که در آن بازی کرده می‌توان به آ.ث. میلان و تیم ملی فوتبال بلژیک اشاره کرد.